# 舞鶴市立白糸中学校
舞鶴市立白糸中学校（まいづるしりつ しらいとちゅうがっこう）は、京都府舞鶴市にある公立中学校。

## 沿革

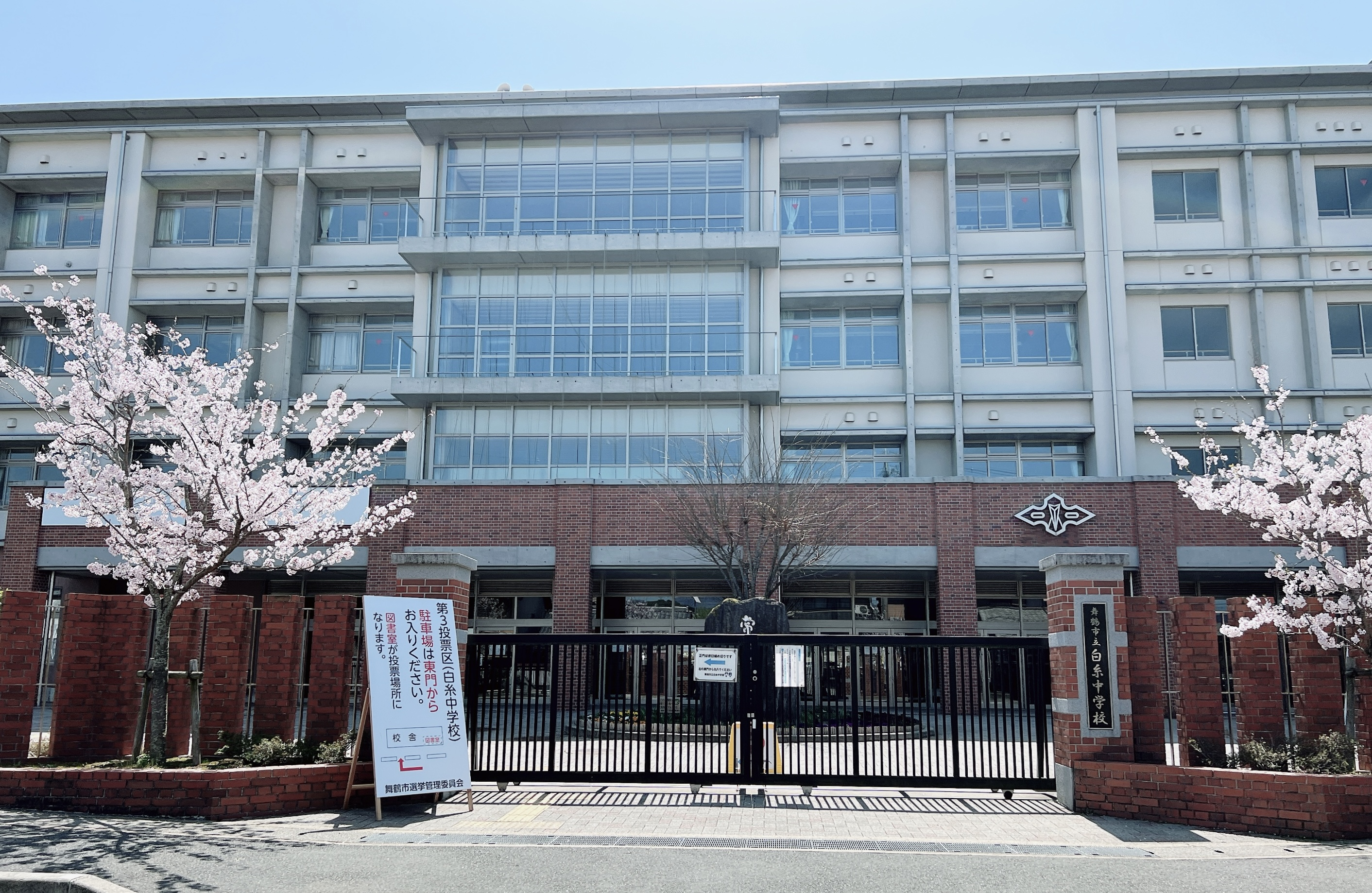
舞鶴市立白糸中学校 正門

- 1949年（昭和24年）1月9日 - 元敷島・溝尻・朝来の三中学校を統合し、白糸中学校として発足。
- 2012年（平成24年）3月10日 - 新校舎完成。
- 2012年（平成24年）4月24日 - 改築事業竣工。
- 2018年（平成30年）4月 - 小中一貫教育開始。

## 校歌
- 土岐善麿作詞／信時潔作曲

## 主な部活動
- 卓球部 - 1989年全国中学校卓球大会ベスト16、2002年全国中学校卓球大会出場
- ソフトテニス部 - 全国中学校ソフトテニス大会出場
- 柔道部 - 1997年全国中学校柔道大会出場
- 陸上部 - 2002年全国中学生ウェイトリフティング大会優勝、2005年同大会3位

## 通学区域
以下の2小学校区。
- 舞鶴市立新舞鶴小学校
- 舞鶴市立志楽小学校

## 周辺
- 祖母谷川
- 与保呂川
- 舞鶴市立新舞鶴小学校
- 白糸浜神社
- 国道27号

## 交通アクセス
- JR舞鶴線・小浜線 東舞鶴駅から北東へ約600m

## 著名な卒業生
- 大場順（俳優）
- 大平祥生（アイドル、JO1メンバー）

## 通学区域が隣接している学校
- 舞鶴市立青葉中学校
- 綾部市立上林中学校
- （福井県）高浜町立高浜中学校
- （福井県）高浜町立内浦小中学校
- 舞鶴市立若浦中学校